# 1879 en photographie
| Années de la photographie : 1876 - 1877 - 1878 - 1879 - 1880 - 1881 - 1882    |
| Décennies de la photographie : 1840 - 1850 - 1860 - 1870 - 1880 - 1890 - 1900 |

Cet article présente les faits marquants de l'année 1879 en photographie.

## Événements

Image de zoopraxiscope.

- Karel Klíč met au point l'héliogravure industrielle ou « rotogravure » à Vienne en Autriche.
- Début de la production industrielle de plaques sèches, type amélioré de plaque photographique mis au point au Royaume-Uni par Richard Leach Maddox en 1871.
- Eadweard Muybridge invente le zoopraxiscope en améliorant le phénakistiscope, jouet optique qui donne l'illusion du mouvement : il remplace le carton qui constitue les disques par du verre transparent sur lequel sont peintes ou collées des vignettes dessinées tirées de photographies, ce qui permet une projection sur grand écran à l’aide d’une lanterne magique.
- Les frères De Jongh, photographes suisses, Victor-Édouard, Léon François-Francis et Auguste Clement, créent un atelier photographique en France à Neuilly[1].
- Le météorologue suédois Hugo Hildebrand Hildebrandsson, chargé par le Comité météorologique international de préparer en collaboration avec Léon Teisserenc de Bort l'Atlas international des nuages qui sera publié en 1896, choisit d'associer la photographie, en particulier la photographie en couleurs, à cette entreprise[2].

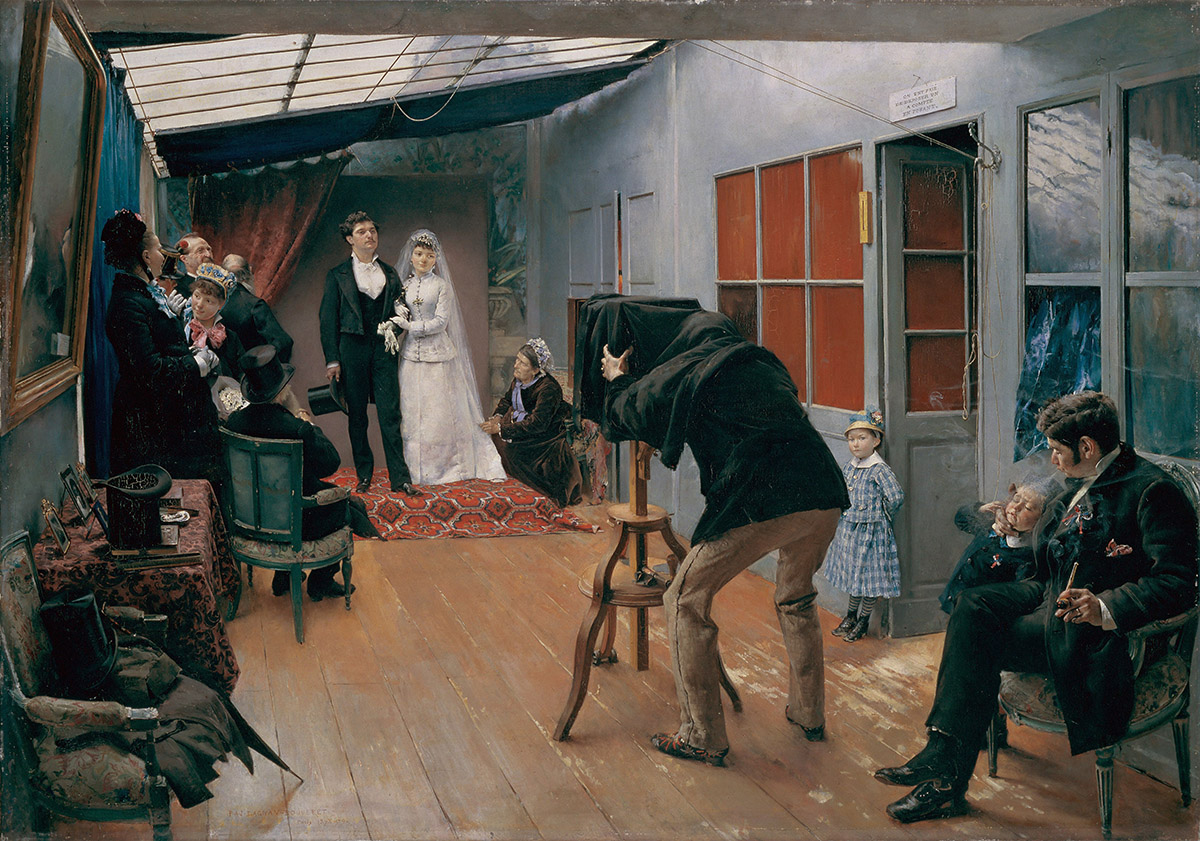
Pascal Dagnan-Bouveret, Une noce chez le photographe, huile sur toile, Musée des Beaux-Arts de Lyon.

- 5 avril : création de l'Association des photographes danois (Dansk Fotografisk Forening (da)).
- Pascal Dagnan-Bouveret peint Une noce chez le photographe[3].

## Photographies notables
- Vase au bégonia, verre de vin et tulipe de Louis Ducos du Hauron, une des toutes premières photographies couleur[4].

## Études, essais, articles
- Charles Cros, « Les couleurs, le chromomètre et la photographie des couleurs », Journal de physique théorique appliquée, vol. 8, n° 1, p. 233-236 (Lire en ligne).
- 20 mars : le photographe Alphonse Davanne, président de la Société française de photographie, présente avec succès dans le grand amphithéâtre de la Sorbonne une conférence consacrée aux origines et aux applications de la photographie, dans le cadre du cyle organisé par l'Association française pour l'avancement des sciences[5] ; elle est publiée la même année : La photographie, ses origines et ses applications, Paris, Gauthier-Villars (Lire en ligne).
- Eugène Trutat, La photographie appliquée à l'archéologie : reproduction des monuments, oeuvres d'art, mobilier, inscriptions, manuscrits, Paris, Gauthier-Villars,, coll. « Actualités scientifiques », 139 p (lire en ligne).

## Naissances
- 4 janvier : Henri Roussilhe, explorateur et ingénieur français, un des pionniers de l'utilisation de la photographie aérienne dans les levés cartographiques, mort le 11 mai 1945.
- 14 février : Laure Albin Guillot, photographe française, morte le 22 février 1962.
- 23 mars : Joaquim Pla Janini, médecin et photographe espagnol, mort le 11 février 1970.
- 17 mai : Albert Harlingue, photographe français, mort le 30 mars 1964.
- 1er novembre : Oskar Barnack, photographe et inventeur allemand, qui a réalisé en 1913 le premier prototype d'un appareil photographique compact 24 × 36 mm, mort le 16 janvier 1936.
- 27 mars : Edward Steichen, photographe et peintre américain d'origine luxembourgeoise, mort le 25 mars 1973.
- 23 juin : Léopold Poiré, photographe et graveur français, mort le 18 juin 1917.
- 3 juillet : Paul Montel, éditeur français, fondateur de plusieurs revues de photographie, mort le 24 avril 1962.
- 1er septembre : Rudolf Balogh, photographe hongrois, mort le 9 octobre 1944.
- 14 septembre : Josep Brangulí, photographe espagnol, mort le 23 septembre 1945.
- 15 octobre : Francis Bruguière, peintre et photographe américain, mort le 8 mai 1945.

## Décès
- 26 janvier : Julia Margaret Cameron, photographe britannique, née le 11 juin 1815.
- 27 mars : Hercule Florence,  peintre et inventeur monégasco-brésilien, pionnier de la photographie au Brésil, né le 28 février 1804.
- 25 avril : Jean-Baptiste Henri Durand-Brager, peintre et photographe français, né le 21 mai 1814.
- 1er mai : William Bambridge, photographe anglais, photographe royal auprès de la reine Victoria, né le 19 mars 1820.
- 8 mai : Henry Collen, peintre et photographe anglais, né le 9 octobre 1797.
- 12 mai : Ludwig Angerer, photographe austro-hongrois, né le 15 août 1837.
- 1er juin : Charles Marville, photographe français, né le 17 juillet 1813.
- 19 juin : James Valentine, photographe, lithographe et éditeur écossais, né le 12 juin 1815.
- 29 septembre : Victor Franck, photographe français, né le 25 juillet 1822.
- 1er octobre : Félix-Jacques Moulin, photographe français, né le 18 août 1802.
- 16 octobre : Émile Gsell, photographe français, qui participe à plusieurs missions d'exploration en Asie du Sud-Est, né le 30 décembre 1838.
- 18 novembre : André Giroux, peintre et photographe français, né le 30 avril 1801.
- Date précise non renseignée ou inconnue :
  - José Albiñana, photographe espagnol, né en 1819.
  - Antonio Perini, photographe italien, né en 1830.
  - Franjo Pommer, photographe croate d'origine danoise, né en 1818.